# Muldrow
Muldrow é uma cidade  localizada no estado norte-americano de Oklahoma, no Condado de Sequoyah.

## Demografia
Segundo o censo norte-americano de 2000, a sua população era de 3104 habitantes.
Em 2006, foi estimada uma população de 3202, um aumento de 98 (3.2%).

## Geografia
De acordo com o United States Census Bureau tem uma área de
10,0 km², dos quais 10,0 km² cobertos por terra e 0,0 km² cobertos por água. Muldrow localiza-se a aproximadamente 147 m acima do nível do mar.

## Localidades na vizinhança
O diagrama seguinte representa as localidades num raio de 12 km ao redor de Muldrow.